# Санино (остановочный пункт БМО)
Са́нино — остановочный пункт Большого кольца Московской железной дороги в Петушинском районе Владимирской области. Расположен в посёлке Санинского ДОКа Нагорного сельского поселения.
Остановочный пункт расположен на двухпутном электрифицированном участке железной дороги. Представлен одной низкой островной посадочной платформой. Турникетов нет.
Посадка и высадка пассажиров на (из) поездов пригородного и местного сообщения. Продажа билетов на все пассажирские поезда. Приём и выдача багажа.

## Расписание пригородных поездов
На остановочном пункте имеют остановку все пригородные электропоезда сообщением Александров I — Куровская и обратно, а также  до Орехово-Зуево. По состоянию на май 2019 года 8 пар поездов в сутки ежедневно; время движения от/до станции Александров составляет от 54 минут до 1 часа 2 минут, от/до станции Орехово-Зуево от 30 до 34 минут.
- Расписание пригородных поездов. Яндекс.Расписания.